# Pouchobradský rybník
Pouchobradský rybník někdy nazývaný též Kozojedský rybník o rozloze vodní plochy 1,7 ha se nalézá asi 300 m severozápadně od vesničky Pouchobrady v okrese Chrudim. Rybník leží na katastrálním území obce Sobětuchy. Rybník je využíván pro chov ryb a sportovní rybolov místní organizací Českého rybářského svazu Sobětuchy. Pod hrází rybníka se nalézá budova bývalého mlýna.

## Galerie

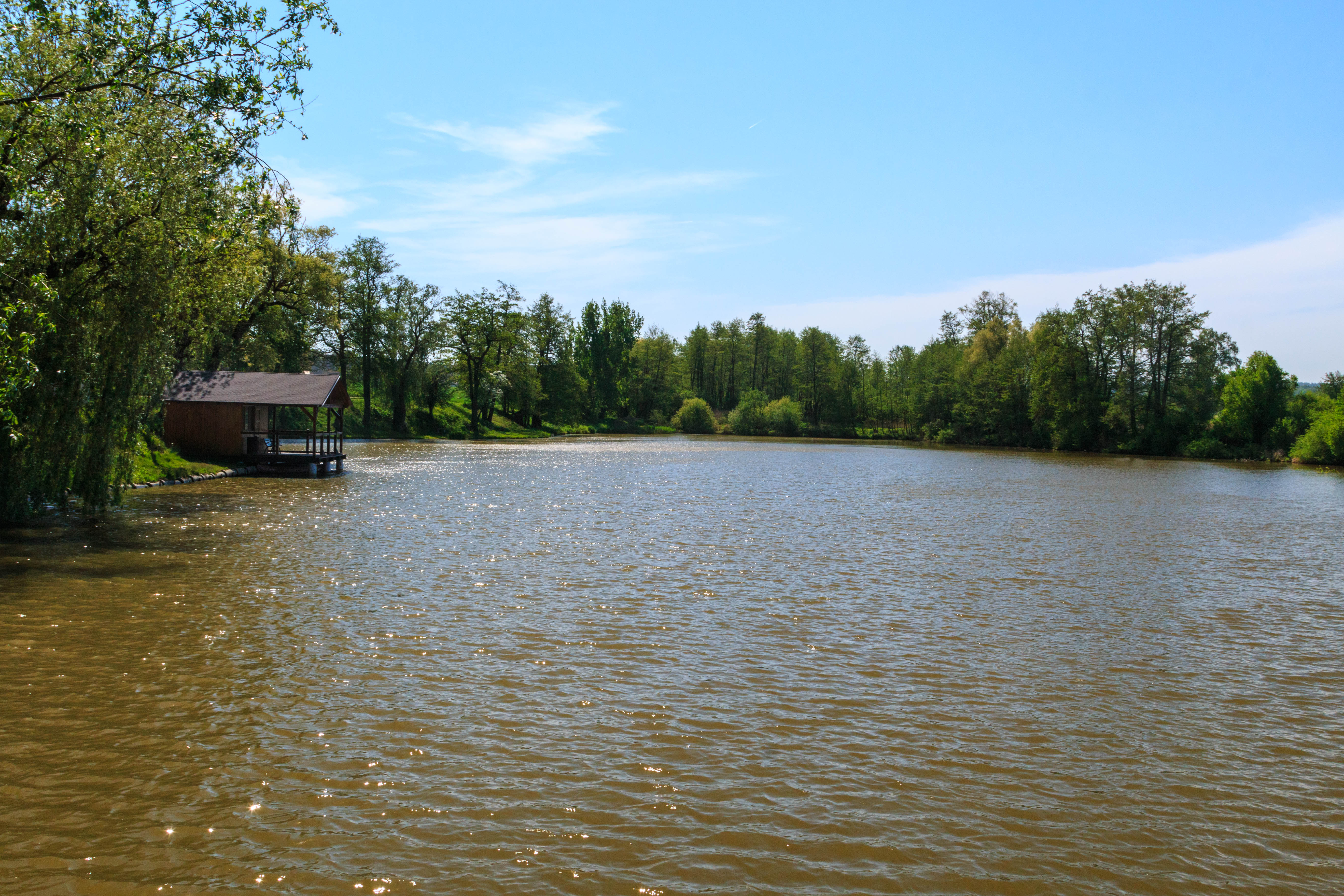
pohled na Pouchobradský rybník
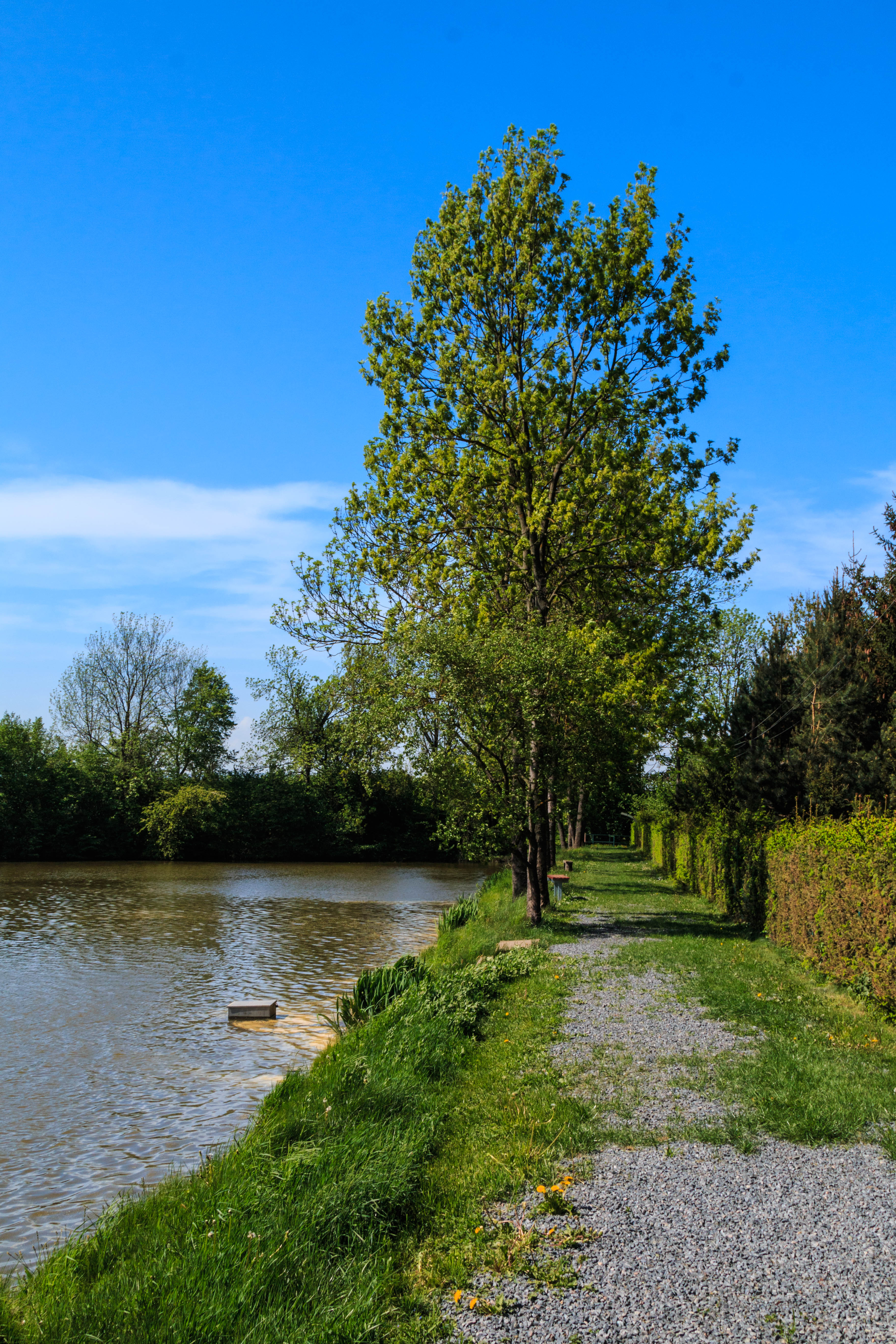
pohled na Pouchobradský rybník
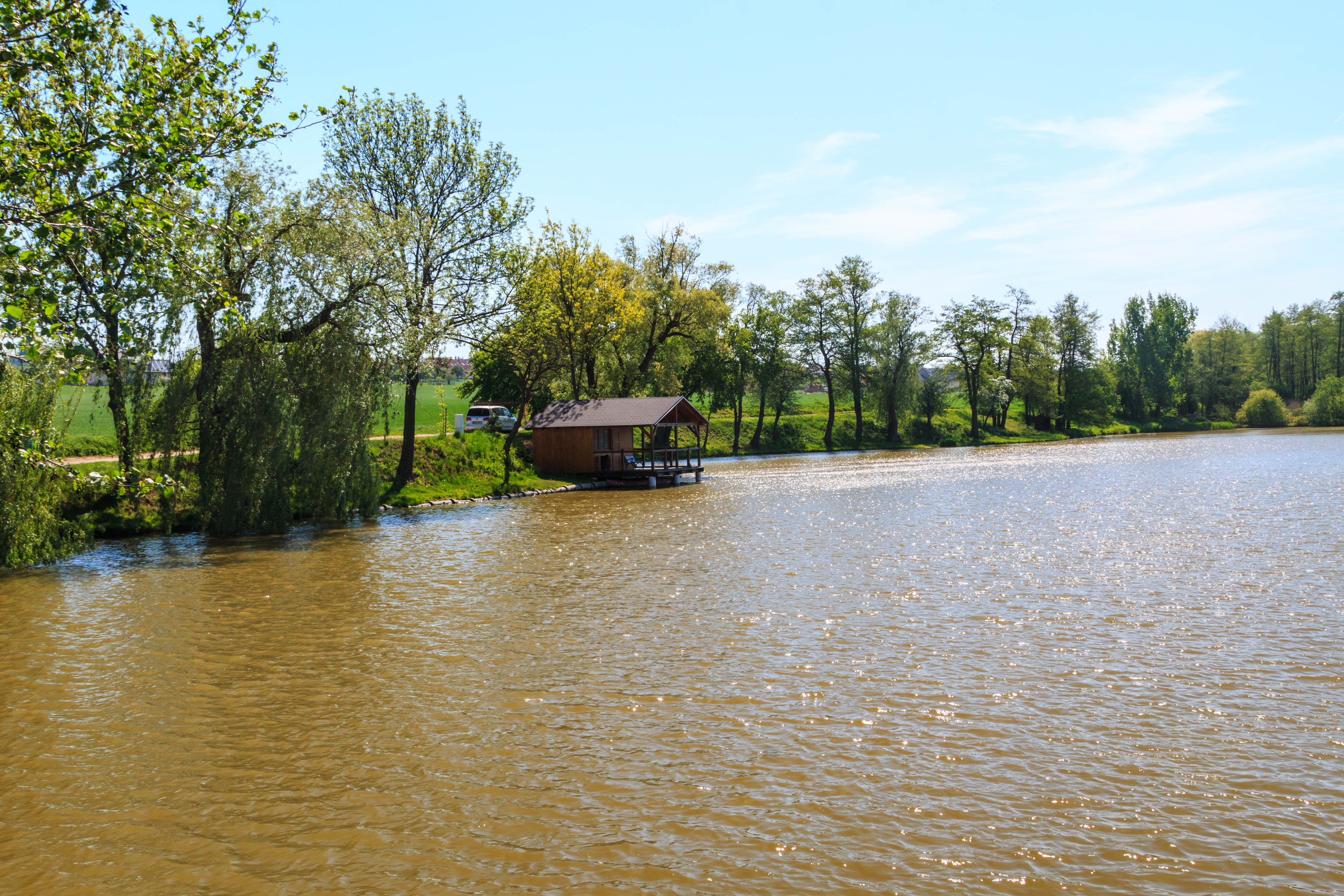
pohled na Pouchobradský rybník
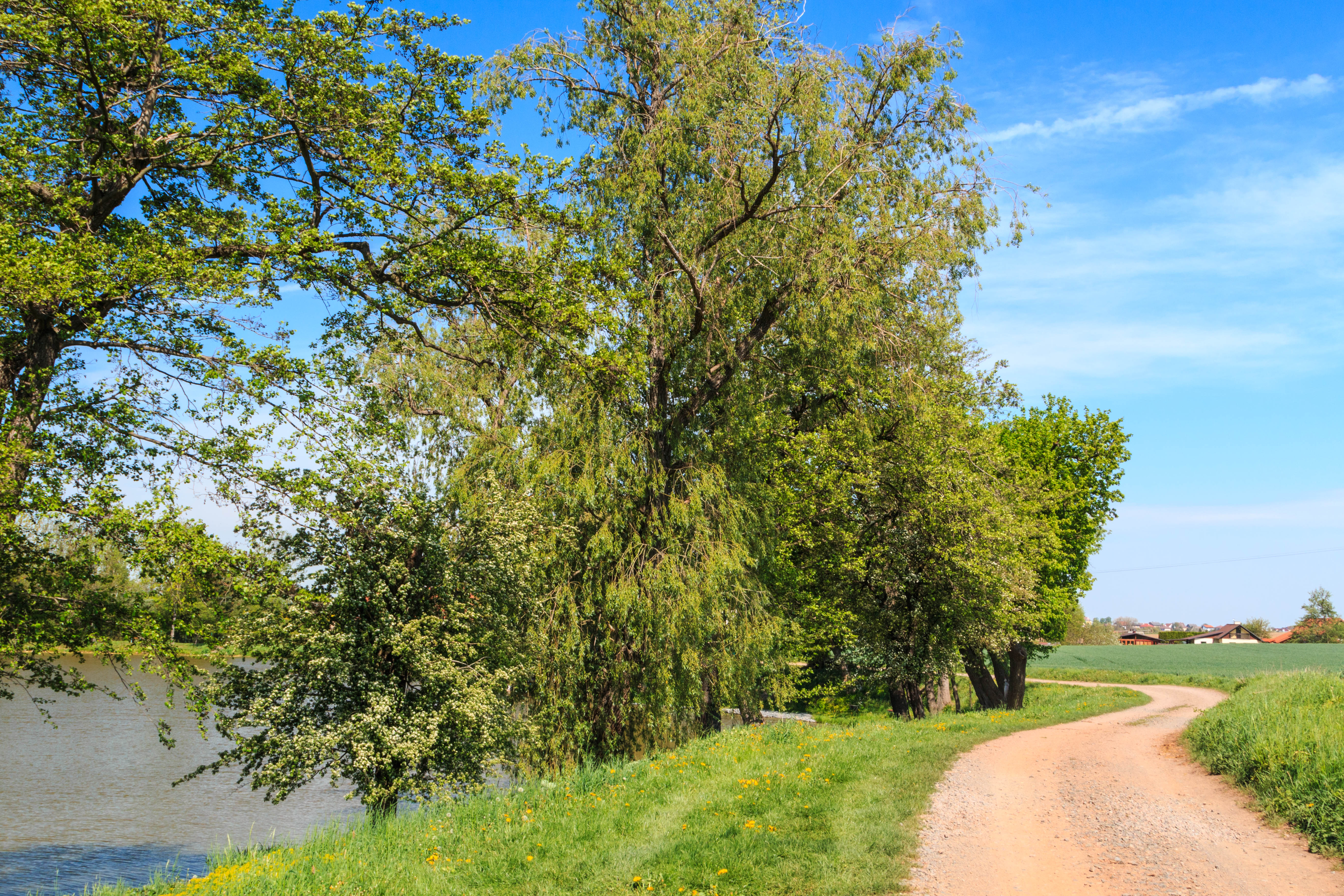
pohled na Pouchobradský rybník